# Xylopteryx turlini
Xylopteryx turlini là một loài bướm đêm trong họ Geometridae.